# Українська федерація йоги
ГО «Українська федерація йоги» — міжнародний союз йога-студій, інструкторів, практиків, учнів йоги. Основа участі — викладання та практика йоги виключно за затвердженою в цій організації системою.
ГО "Українська федерація йоги" фактично існує з 1998 року. У січні 2014 року УФЙ була прийнята як член в одну з міжнародних йога-організацій — «Yoga Alliance International».
Президентом ГО "Українська федерація йоги" є Андрій Сафронов.

## Напрямки навчання
Методичною базою УФЙ є власні наукові дослідження в галузі йоги і йоготерапії, проєкт з перекладу першоджерел йоги. Інструктори УФЙ беруть участь у міжнародних конференціях з різних аспектів йоги.
Класична йога:
Навчальна програма класичної йоги в федерації
- Хатха-йога (асани, пранаями, бандхи, мудри, крії). Також в УФЙ розвилися власні стилі хатха-йоги — Кайя йога(काययोग, в перекладі з санскриту — «контроль тіла»)[8] — спрямована на фізичний і естетичний розвиток тіла. Сандхаана йога[9] — серія він'яс (динамічних комплексів), спрямованих на опрацювання різних зон тіла. Йога-патта[10] — йога на мотузках біля стіни.
- Ніяма
- Джнана-йога
- Бхакті-йога
- Карма-йоґа
- Медитації[11] та психології[12].
- Розвиток чакральної системи.
- Йоготерапія [13]
- Прасу йога[14]

## Соціально-просвітницькі проєкти
Популяризація першоджерел і санскриту:
- Блог Андрія Сафронова «Йога сутра: коментарі сучасного практика»[15][16], ведеться з 2012 року російською мовою.
- Yoga Science[17] — некомерційний проєкт, що почався у 2016 році. Має на меті переклад російською сучасних наукових статей у сфері йоги, тантри, суфізму та буддизму.[18]
- Відкриті лекції російською мовою з теорії йоги(рос.)[19] про першоджерела і знання про йогу.
- Виступ на засіданні гуртка Сходознавців Києво-Могилянської академії[20].
- Проєкт «Санскрит в Україні» веде просвітницьку діяльність, а також переклади першоджерел російською.[21]

### Популяризація

#### Йоги
- «Дні йоги в Україні» 2015, 2016[22], 2017[23], 2018[24].

#### Здорового способу життя
- Дні донорів крові[25] у 2016 році.

## Студії

### В Україні
Станом на 2023 рік, Українська федерація йоги представлена у 9 містах України

### За кордоном
- Австрія [27]
- Грузія[28]
- Ізраїль
- Іспанія[29]
- Нідерланди[30]
- Німеччина [31]
- Польща[32]
- Португалія[33]
- Румунія[34]
- Франція[35]
- Швеція[36]
- Швейцарія[37]

## Книжки інструкторів
- «Йога: история идей и взглядов» А. Г. Сафронов, 2021 рік, видана російською та ангілйською мовами[38]
- «Трансформація поняття дґ'яна у вченні йоґи» Дмитро Данилов, 2020 рік, монографія, українською мовою.[39]
- «Психопрактики в мистических традициях от архаики до современности» А. Г. Сафронов, 2008 рік, монографія.[40] Видана російською та англійськими мовами[41]
- «Психология религии» А. Г. Сафронов. Монографія(рос.)[42]
- «Релігійні психопрактики в історії культури [Архівовано 3 лютого 2021 у Wayback Machine.]» А. Г. Сафронов. Монографія.
- «Йога: фізіологія, психосоматика, біоенергетика» [Архівовано 8 лютого 2021 у Wayback Machine.] А. Г. Сафронов, 2008 рік, видана українською, російською, англійською та французькою мовами.[43][44][45]
- «Йога-патта: Учебное пособие по технике йоги на веревках у стены —Yoga Wall [Архівовано 5 вересня 2018 у Wayback Machine.]» Д. А. Данілов, 2016 рік, видана російською та англійськими мовами[46]
- «Психологія духовного розвитку. Практичний посібник з медитацій [Архівовано 3 лютого 2021 у Wayback Machine.]» А. Г. Сафронов.
- «Лекції з психології» А. Г. Сафронов.
- «Психологічне айкідо [Архівовано 3 лютого 2021 у Wayback Machine.]» 2 частини. А. Г. Сафронов.
- «Теорія і практика психологічного айкідо [Архівовано 3 лютого 2021 у Wayback Machine.]» А. Г. Сафронов.
- «Методи аналізу казок» А. Г. Сафронов.

### Відео
- (рос.)Йога - мистецтво життя. Наталя Моголівець. TEDxLviv 2017 р.
- Добірка комплексів українською мовою [Архівовано 8 лютого 2021 у Wayback Machine.]
- (рос.)Комплекс асан для начинающих практику Йоги от инструктора Украинской Федерации Йоги Юлии Ярошенко 2017 р.
- (рос.)Асаны для сексуального здоровья от Юлии Ярошенко. Йога
- (рос.)Большие пранаямы от инструктора Украинской Федерации Йоги Юлии Ярошенко 2017 р.
- (рос.)Разминка лопаток 2016 р.[Архівовано 24 листопада 2019 у Wayback Machine.]
- (рос.)Разминка шеи 2015 р.